# Helpston
Helpston – wieś i civil parish w Anglii, w Cambridgeshire, w dystrykcie (unitary authority) Peterborough. W 2011 civil parish liczyła 981 mieszkańców.